# Beppe Severgnini

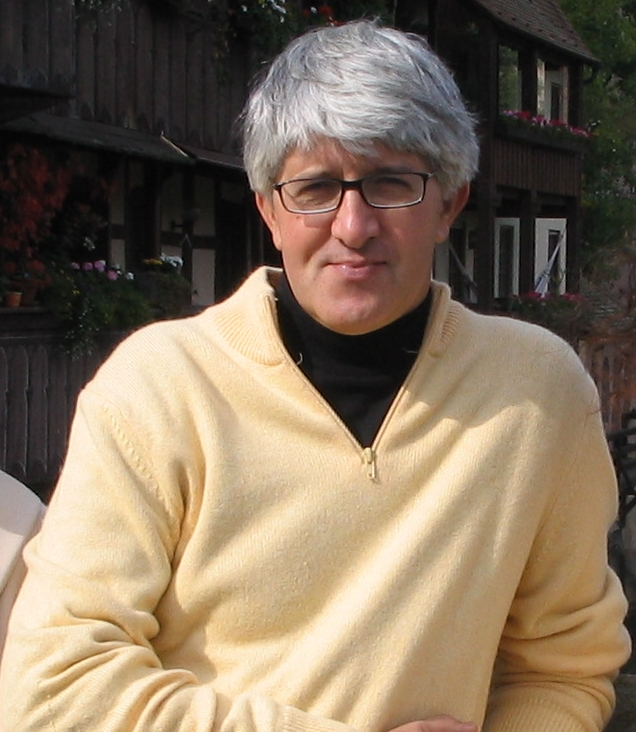
Beppe Severgnini (2005)

Giuseppe Severgnini OBE (* 26. Dezember 1956 in Crema, Provinz Cremona), besser bekannt unter seinem Spitznamen Beppe, ist ein italienischer Journalist und Schriftsteller.

## Leben
Severgnini besuchte zunächst das Gymnasium in Crema und machte das klassische Abitur im Jahre 1975. Danach nahm er ein Studium der Rechtswissenschaften an der Universität Pavia auf, das er mit einer Diplomarbeit über das Völkerrecht abschloss. Nach einem Praktikum in Brüssel in der EU-Verwaltung, die zu jener Zeit noch EWG genannt wurde,  arbeitete er mit 27 in der Zeitung „Il Giornale“ von Indro Montanelli, indem er als Korrespondent aus London Artikel verfasste.
In den Jahren der sogenannten Wende, der Krise der kommunistischen Regierungen, arbeitete Giuseppe Severgnini als Sondergesandter aus verschiedenen Ost-Ländern, einschließlich Russland und der Volksrepublik China. Nachdem er Il Giornale verlassen hatte und Indro Montanelli in die Redaktion der La Voce gefolgt war, zog er in die USA nach Washington, D.C. um. Am Ende dieser Erfahrung mit La Voce begann er beim  Corriere della Sera, bei dem er noch immer als Kolumnist und Artikelschreiber tätig ist.
Seit 1998 pflegt er im Corriere die Spalte Italians; er schreibt außerdem für die Gazzetta dello Sport und war Korrespondent aus Italien für The Economist von 1996 bis 2003. Außer seiner schriftlichen Tätigkeit arbeitet Severgnini auch im Rundfunk mit. 2000 moderierte  er für Radiodue die Sendung Inglese perfetto, naturalmente und  wirkte unregelmäßig mit in der Sendung Atlantis. Für Radio 24 hat er 2003 die Sendung L'utopista eingeweiht. In anderen Ländern war er auch für die BBC tätig.
Für Rai Tre hat Severgnini die Sendungen Italians, cioè italiani 1997 und zwischen 2001 und 2002 Luoghi Comuni. Un viaggio in Italia moderiert. Er moderiert außerdem auch Severgnini alle 10 im SKY-TG24, einem Programm, in dem er Interviews über die Welt des Fernmeldewesens und der Medien an Figuren des Bereichs vorzeigt.
Giuseppe Severgnini unterrichtete an der Universität Parma, an der Wirtschaftsuniversität Luigi Bocconi Mailand und an der Fachhochschule in Pavia. Im September 2001 wurde er zudem von der britischen Königin Elisabeth II. mit dem Officer des Order of the British Empire ausgezeichnet.
In seinen Büchern betreibt Severgnini auf witzige und (selbst-)ironische Art Kulturvergleich. Unter den vielen von Rizzoli veröffentlichten Titeln sind Inglesi (1990) und L'inglese. Lezioni semiserie (1992) erwähnenswert. Im letzteren führt der Autor auf eine ziemlich ungewöhnliche Art und Weise in die englische Sprache und Kultur ein.
1993 veröffentlichte er die Schrift Italiani con valigia, die anfangs ein Tagebuch über seine Erlebnisse als Sondergesandter vor allem in den Ostländern sein sollte, später aber zu einer langen Untersuchung über das Verhalten seiner Landsleute unterwegs und im Ausland wurde. Un italiano in America (1995) ist der Versuch, die Kultur der USA denjenigen, die dort als Ausländer leben, zu erklären, insbesondere als Italiener. Bei Italiani si diventa, das 1998 veröffentlicht wurde, berichtet Severgnini über seine Kindheit und Jugend, indem er seine Biographie mit der sozialen Geschichte Italiens verknüpft.
Das Manuale dell'imperfetto viaggiatore (2000), das Manuale dell'uomo domestico (2002) und das Manuale dell'imperfetto sportivo (2003) beinhalten Berichte und Erzählungen über sein Berufsleben als Journalist. Seine Begeisterung für die Fußballmannschaft von Inter Mailand veranlasste ihn, auch zwei Bücher über seine Lieblingsmannschaft: Interismi (2002) und Altri interismi (2003) zu veröffentlichen. 2005 wurde La testa degli italiani veröffentlicht, ein Versuch, Ausländern die Besonderheiten der Italiener zu erklären, dabei aber auch seinen Landsleuten einen Spiegel vorzuhalten.

## Veröffentlichungen in deutscher Sprache
- 2011: Überleben mit Berlusconi, aus dem Italienischen von Bruno Genzler; Blessing, München ISBN 978-3-89667-373-2
- 2011: Überleben in Italien ...ohne verheiratet, überfahren oder verhaftet zu werden, übersetzt von Bruno Genzler; Heyne, München 2011 ISBN 978-3-453-64527-1
- 2009: Überleben in Amerika: ...ohne fromm, unbescheiden oder tiefgefroren zu werden, übersetzt von Bruno Genzler; Blessing, München ISBN 978-3-89667-373-2